# Épirevue
Une épirevue est un type de revue scientifique basée sur la réutilisation d'articles disponibles en libre accès. Elles participent à l'ouverture de la science et à la bibliodiversité recommandée par l'appel de Jussieu.
Les épirevues sont assimilables elles-mêmes à des revues scientifique en libre accès, typiquement en voie diamant (sans coûts de publication ni coûts de consultation). Alors que de nombreuses épirevues tirent leur contenu de serveurs de préprints, d'autres contiennent principalement des articles publiés par des éditeurs commerciaux, mais avec des liens vers des préprints ou des postprints auto-archivés lorsque cela est possible.

## Principes de fonctionnement des épirevues
Les éditeurs d'une épirevue localisent le matériel approprié à partir de référentiels en libre accès et de sources du domaine public, le lisent et évaluent sa valeur. Cette évaluation peut prendre la forme du jugement d'un seul éditeur ou d'éditeurs, ou d'un processus complet d'évaluation par les pairs.
La validation des textes peut prendre plusieurs formes. Au plus formel, l'éditeur peut republier l'article avec une approbation explicite de la source, qui peut prendre la forme d'un ajout au texte ou à ses métadonnées. L'éditeur peut aussi, plus simplement, créer un lien vers l'article via la table des matières de l'épirevue. Une approche alternative consiste à créer des liens vers des articles déjà publiés dans diverses revues électroniques en libre accès, mais en ajoutant de la valeur en regroupant des articles épars en un seul numéro thématique de l'épirevue. Ces numéros thématiques permettent une couverture ciblée de sujets émergents.

## Exemples d'épirevues
Episciences.org est une initiative du Centre pour la communication scientifique directe (CNRS, INRAE, INRIA) pour héberger des épirevues, principalement basées sur l'archive de préprints HAL. La plate-forme héberge entre autres les épirevues d'informatique Logical Methods in Computer Science et Fundamenta Informaticae.
En 2019, JMIR Publications, un éditeur en libre accès, a annoncé la création d'une série de "superjournaux", nommés JMIRx (JMIRx.org), qui sont des épirevues pour les serveurs de préprints tels que medRxiv, bioRxiv et PsyArXiv.
The Peer Community Journal est de fait une épirevue en accès libre "diamant", connectée à l'écosystème de recommandation de preprints Peer Community In.

## Histoire
Le terme concept d'épirevue et le terme anglais « overlay journal » ont été imaginés par Paul Ginsparg en 1996. Cette même année, la revue Physical Review a commencé à établir des liens vers des préprints qu'ils avaient acceptés, mais pas encore publiés.
Ce n'est que plus tard que les premières épirevues ont été fondées, notamment Journal of High Energy Physics, Logical Methods in Computer Science et Geometry and Topology, qui étaient toutes basées sur le serveur de préprints arXiv.
En France, la plate-forme Episciences.org a été créée en 2013 pour héberger de premières épirevues créées dès 2003 dans le cadre de l'Institut Fourier.